# John Prine

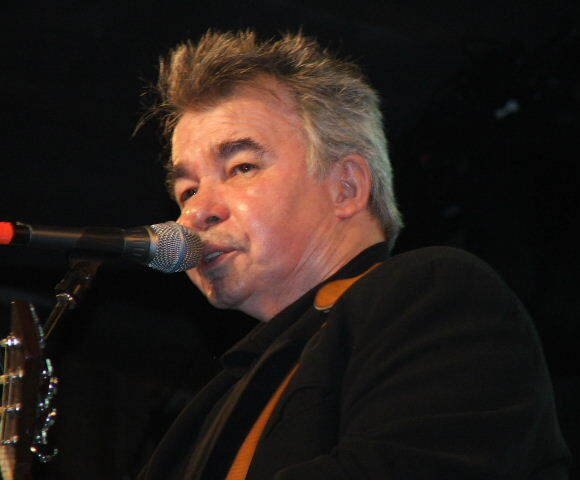
John Prine (2006) beim MerleFest in Wilkesboro, North Carolina

John Prine (* 10. Oktober 1946 in Maywood, Illinois; † 7. April 2020 in Nashville, Tennessee) war ein US-amerikanischer Country-Sänger und Songschreiber.

## Leben
Prine begann seine musikalische Laufbahn Ende der 1960er Jahre als Folksänger in Chicago. Über einen Freund, den Songwriter Steve Goodman, machte er die Bekanntschaft mit Kris Kristofferson und Paul Anka, die ihm 1971 einen Vertrag beim Atlantic-Label verschafften. Prines frühe Alben waren keine kommerziellen Erfolge, aber sie verschafften ihm Anerkennung in der Szene. In zunehmendem Maße griffen arrivierte Country- und Folk-Sänger auf seine Songs zurück.
1975 wurde erstmals ein halbwegs erfolgreiches Album veröffentlicht, Common Sense. Dennoch verlor John Prine einige Zeit später seinen Plattenvertrag. Kurzerhand gründete er 1981 gemeinsam mit seinem Manager Al Bunetta sein eigenes Label, Oh Boy Records. 1991 wurde The Missing Years eingespielt, das mehr als 500.000 Mal verkauft wurde und Prine einen Grammy einbrachte. Zahlreiche Stars der Country-Szene wirkten bei der Produktion dieses Albums mit. 1995 veröffentlichte er das Album Lost Dogs and Mixed Blessings, welches wieder für einen Grammy nominiert wurde. 2003 erhielt John Prine den Lifetime Achievement Award for Contribution to Songwriting von BBC Radio 2 und er wurde in die Nashville Music Hall of Fame aufgenommen. 2005 veröffentlichte er sein erstes Album seit 1997: Fair and Square, mit Songs wie Safety Joe, über die Risiken im Leben eines Mannes, und Some Humans Ain’t Human, ein Protestlied über die dunkle Seite der menschlichen Natur, das einen kurzen Überblick über die Politik von George W. Bush im Irak wiedergibt. Das Album gewann im Folgejahr den Grammy für The Best Contemporary Folk Album, Prine wurde zudem als Künstler des Jahres ausgezeichnet.

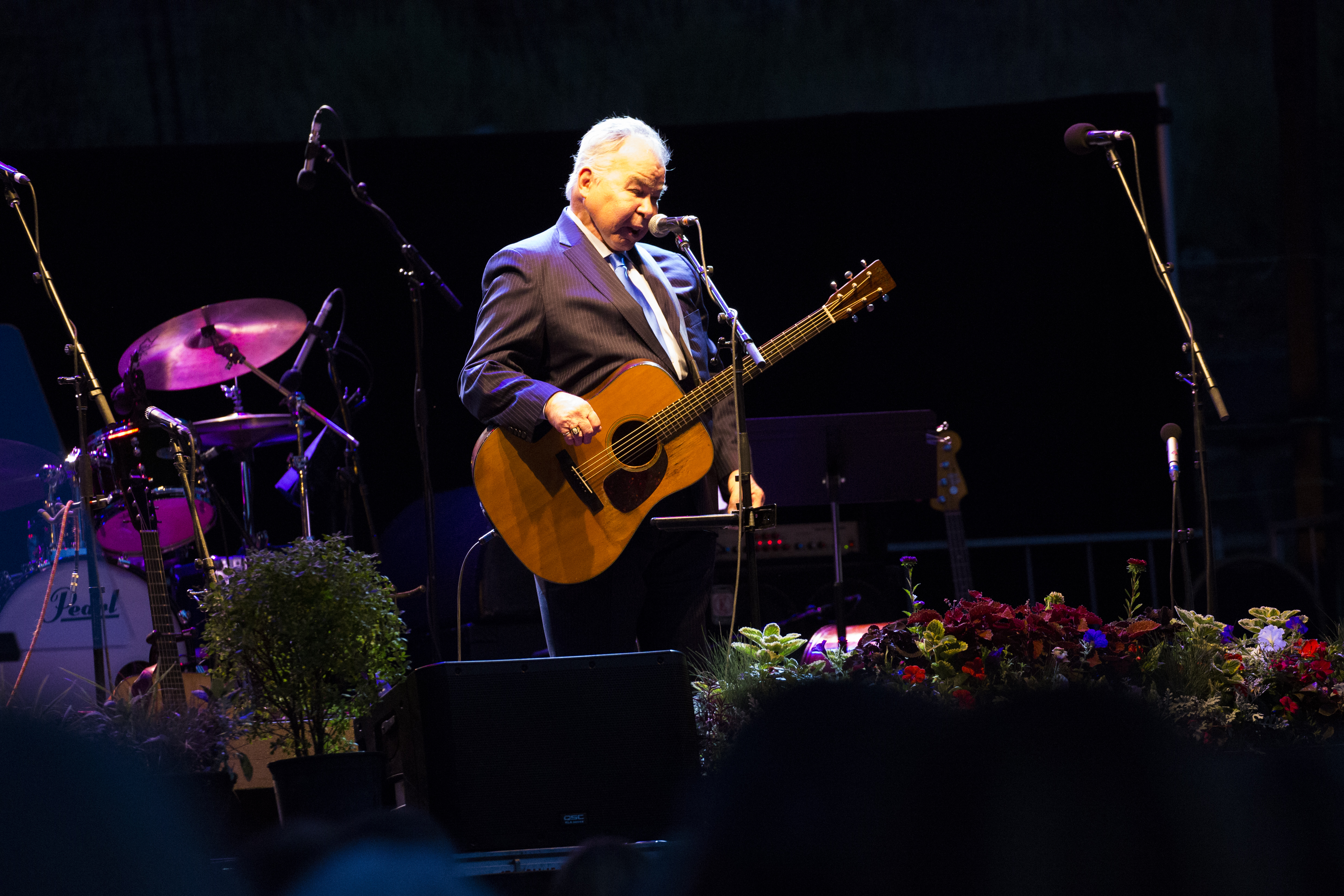
John Prine, 2016

Der Rolling Stone listete Prine 2015 auf Rang 94 der 100 größten Songwriter aller Zeiten.
Ende 1997 wurde bei Prine ein Adenokarzinom im rechten Halsbereich diagnostiziert. Im Januar 1998 wurden der Tumor und ein Teil des Halses chirurgisch entfernt. Anschließend musste er sich noch einer sechswöchigen Strahlentherapie unterziehen. Im November 2013 gab Prine bekannt, dass bei ihm ein Plattenepithelkarzinom diagnostiziert wurde. Er starb am 7. April 2020 an den Folgen einer SARS-CoV-2-Infektion im Vanderbilt University Medical Center in Nashville. Prine wurde feuerbestattet und seine Asche in den Green River gestreut.
Im März 2021 wurde John Prines Lied „I Remember Everything“ bei den Grammy Awards 2021 in der Kategorie „Bestes American-Roots-Lied (Best American Roots Song)“ und „Beste American-Roots-Darbietung (Best American Roots Performance)“ jeweils mit einem Grammy ausgezeichnet.
Prine war ein Cousin des Schauspielers Andrew Prine.

## Filme
- 2001: Daddy and them – Durchgeknallt in Arkansas

## Diskografie

### Alben
| Jahr | Titel                               | Höchstplatzierung, Gesamtwochen, AuszeichnungChartplatzierungen (Jahr, Titel, Platzierungen, Wochen, Auszeichnungen, Anmerkungen) | Höchstplatzierung, Gesamtwochen, AuszeichnungChartplatzierungen (Jahr, Titel, Platzierungen, Wochen, Auszeichnungen, Anmerkungen) | Höchstplatzierung, Gesamtwochen, AuszeichnungChartplatzierungen (Jahr, Titel, Platzierungen, Wochen, Auszeichnungen, Anmerkungen) | Anmerkungen                                                                         |
| Jahr | Titel                               | CH | US | Country | Anmerkungen                                                                         |
| ---- | ----------------------------------- | --- | --- | --- | ----------------------------------------------------------------------------------- |
| 1971 | John Prine                          | — | US55 (5 Wo.)US | — |                                                                                     |
| 1972 | Diamonds in the Rough               | — | US148 (10 Wo.)US | — |                                                                                     |
| 1973 | Sweet Revenge                       | — | US135 (11 Wo.)US | — |                                                                                     |
| 1975 | Common Sense                        | — | US66 (10 Wo.)US | — |                                                                                     |
| 1976 | Prime Prine: The Best of John Prine | — | US196 Gold · (2 Wo.)US | — |                                                                                     |
| 1978 | Bruised Orange                      | — | US116 (13 Wo.)US | — |                                                                                     |
| 1979 | Pink Cadillac                       | — | US152 (7 Wo.)US | — |                                                                                     |
| 1980 | Storm Windows                       | — | US144 (7 Wo.)US | — |                                                                                     |
| 1995 | Lost Dogs and Mixed Blessings       | — | US159 (9 Wo.)US | — | Erstveröffentlichung: 4. April 1995                                                 |
| 1999 | In Spite of Ourselves               | — | US197 (1 Wo.)US | Country21 (31 Wo.)Country | Erstveröffentlichung: 28. September 1999                                            |
| 2005 | Fair & Square                       | — | US55 (9 Wo.)US | — | Erstveröffentlichung: 25. April 2005                                                |
| 2010 | In Person & On Stage                | — | US85 (1 Wo.)US | — | Erstveröffentlichung: 25. Mai 2010                                                  |
| 2010 | Singing Mailman Delivers            | — | US94 (1 Wo.)US | — | Erstveröffentlichung: 25. Oktober 2010                                              |
| 2016 | For Better, or Worse                | — | US30 (2 Wo.)US | Country2 (13 Wo.)Country | Erstveröffentlichung: 30. September 2016                                            |
| 2018 | The Tree of Forgiveness             | CH53 (1 Wo.)CH | US5 (4 Wo.)US | Country2 (11 Wo.)Country | Erstveröffentlichung: 13. April 2018 in der Schweiz erst posthum 2020 in den Charts |

grau schraffiert: keine Chartdaten aus diesem Jahr verfügbar
Weitere Alben
- 1984: Aimless Love
- 1986: German Afternoons
- 1988: John Prine Live
- 1991: The Missing Years
- 1993: Great Days: The John Prine Anthology
- 1993: A John Prine Christmas
- 1997: Live on Tour
- 2000: Souvenirs
- 2007: Standard Songs for Average People (mit Mac Wiseman)

### Singles
- 1999: In Spite of Ourselves (feat. Iris Dement, US: Gold)

### Gastbeiträge
| Jahr | Titel Album                             | Höchstplatzierung, Gesamtwochen, AuszeichnungChartplatzierungen (Jahr, Titel, Album, Platzierungen, Wochen, Auszeichnungen, Anmerkungen) | Höchstplatzierung, Gesamtwochen, AuszeichnungChartplatzierungen (Jahr, Titel, Album, Platzierungen, Wochen, Auszeichnungen, Anmerkungen) | Anmerkungen         |
| Jahr | Titel Album                             | US | Country | Anmerkungen         |
| ---- | --------------------------------------- | --- | --- | ------------------- |
| 1992 | Sweet Suzanne Falling from Grace O.S.T. | — | Country68 (5 Wo.)Country | mit Buzzin’ Cousins |